# Zeit und Freiheit
Zeit und Freiheit (französisches Original: Essai sur les données immédiates de la conscience) ist der deutsche Titel einer erstmals 1889 (dt. 1911) publizierten Abhandlung des französischen Philosophen Henri Bergson, in der er den Versuch unternimmt, ›Freiheit‹ in einem Dreischritt durch die Zurückweisung der uneingeschränkten Gültigkeit bzw. Anwendbarkeit naturwissenschaftlicher Quantifizierungsbestrebungen und der mit diesen verbundenen materialistischen und deterministischen Theoreme zu sichern. 

## Der Bergsonsche Dreischritt inZeit und Freiheit

### Intensitäten
Das erste Kapitel von Zeit und Freiheit hebt im Erfahrungsbereich psychologischer Tatsachen an, um zu zeigen, dass »Intensitäten« – etwa die Empfindung eines stärkeren oder geringeren Schmerzes oder die Wahrnehmung zweier verschiedener Blautöne – nicht eigentlich graduelle Abstufungen eines einheitlichen Phänomens sind, sondern qualitativ divergieren. Es handelt sich – so die These Bergsons – um zwei grundständig verschiedene Arten von Empfindungen, die Farbe Blau fächert sich nicht in ein Spektrum unterschiedlichster Abstufungen aus, sondern der Begriff "Blau" stiftet die vermittels Verstandesabstraktion gewonnene Zusammenfassung qualitativ verschiedener Farbeindrücke. 

### Mannigfaltigkeit
Nachdem er den fundamentalen Gegensatz zwischen scheinbar quantitativer Abstufung und der tatsächlich qualitativen Divergenz im ersten Abschnitt herausgearbeitet hatte, leitet Bergson im zweiten Passus zu einem Kernproblem seiner Philosophie über: Der Differenzierung von Zeit und Dauer (durée). Zeit analysiert er hier als »Bastardbegriff«, als ein Hybridgebilde aus Dauer und Raum. Laut Bergson ist Zeit, wie sie sich unserer alltäglichen Wahrnehmung darbietet, wesentlich Raum. Erfassen wir beispielsweise die Schläge einer Glocke in ihrer Sukzession, so gelingt uns das Zählen einzig, da wir die heterogene Empfindung eines Tonkonglomerats (ähnlich einer Melodie) in diskrete Zeichen, in einzelne Schläge künstlich aufspalten und sie in einem »idealen Raume« nebeneinander aufreihen. Dieser naturwissenschaftlichen Konstruktion, deren Produkt der plane Zeitpfeil (in der Mechanik reversibel, in der Thermodynamik irreversibel gedacht) ist, setzt Bergson die »Dauer« des Bewusstseins entgegen. In ihrer heterogenen, sich selbst durchdringenden Vielheit an Zuständen ist die Dauer des Bewusstseins unabdingbar, um den Raum, der selbst keine Zeit kennt, sondern nur aus wohlunterschiedenen Lagedifferenzen besteht, zu einer Bewegung, einer Geschichte zusammenzufassen. Denkt sich Bergson den Raum also ähnlich einzelnen ›Schnappschüssen‹, einzelnen Bildern, so können diese Bilder nur dadurch "zum Laufen" gebracht werden, dass ein Bewusstsein, das dauert, mehrere Bilder eben überdauert und sie so zusammenzieht, sie ineinander übergehen lässt. Die Dauer ist dem Raum damit fremd.

### Freiheit
Auf Basis der Zuschreibung von Dauer ist dem Bewusstsein ein Charakteristikum gegeben, das es der Quantifizierung entzieht, das es gewissermaßen immunisiert gegen die einfache Einbindung in Kausalketten und der aus diesen folgenden Determiniertheit sämtlicher Handlungen. Sofern das Bewusstsein seiner Dauer gewärtig wird, der Mensch eine Handlung aus der Ganzheit der Verflechtungen und Verschlingungen seiner individuellen Dauer heraus zur Ausführung bringt, setzt es sich über die Determination möglicher (nur künstlich zu trennender) Einzelkomponenten hinweg. Eine These, die Bergson insbesondere in Materie und Gedächtnis ausweiten und plausibel machen wird und die in der Schöpferischen Entwicklung ihre evolutionstheoretische und metaphysische Wendung erhält. 
Auch wenn Zeit und Freiheit keineswegs repräsentativ für das Gesamtwerk Bergsons ist und insbesondere der Terminus durée hier noch gänzlich auf den Bereich der »unmittelbaren Bewusstseinstatsachen« bezogen, folglich psychologisch definiert bleibt, handelt es sich hier um eine für das Verständnis des Gesamtwerkes unverzichtbare Abhandlung, die trotz aller späteren Modifikationen bereits die Hauptstränge des komplexen Begriffsgeflechts der neuerdings wieder aktuellen Philosophie Bergsons freilegt.

## Die Grundbegriffe: Raum, Zeit, Dauer

### Raum
Bergsons Bestimmung des Raumes bedient sich ganz aus dem terminologischen Fundus, der ihr von Kant maßgeschneidert worden ist, erachtet denselben als homogen, als Anschauungsform menschlicher Erkenntnis, die der Wahrnehmung der ausgedehnten Welt zugrunde liegt und – gegen die Annahmen des britischen Empirismus – nicht erst von deren Gegenständen abstrahiert wird, folglich auch keine Qualität von Qualitäten sein kann. Über Kant hinaus geht Bergson dann aber wiederum sogar so weit, die Wahrnehmung des homogenen Raumes zur Bedingung sämtlicher höherer Intellekttätigkeiten aufzuwerten – der Sprachfähigkeit wie auch mathematischer Operationen oder, anders gesagt, all jener Verrichtungen, die es laut Bergson erfordern, Dinge – und sei es auch in einem idealen Raum – nebeneinander anzuordnen. Womit wir bei einer weiteren entscheidenden Eigenschaft des Raumes angelangt wären: Er ist der Ort einer »reziproke[n] Exteriorität ohne Sukzession«, was bedeutet, dass wir im Raum außerhalb des wahrnehmenden Bewusstseins sehr wohl auf mehrere, einander äußerliche Zenonische Pfeile treffen können und dennoch niemals auf eine Bewegung derselben. Schließlich existiert als Relationsbestimmung innerhalb des Raumes einzig die Lage und, da er streng von aller Zeitlichkeit separiert ist, keine Aufeinanderfolge, keine Sukzession, lediglich Simultanität. Sollte Bewegung zustande kommen, bedürfte es eines bewussten Beobachters, eines Gedächtnisses, das den Momentpunkt in seiner Unausgedehntheit sich zu eigen machte, ihn mit dem vergangenen Momentpunkt verknüpfte und in der Durchdringung von Vergangenheit und Gegenwart eine Bewegung entstehen ließe, der qualitativer Aktcharakter eignete. Der Raum selbst aber, so ließe sich wiederholen, kennt keine Geschichte, sondern nur simultane Lagedifferenzen.

### Zeit vs. Dauer
Ausgehend vom Bewusstsein und seiner Funktion als Beobachter der Simultaneität der Dinge im Raum bedarf es nur noch eines kleinen Schrittes bis zur Dauer, dem eigentlichen und originären Beitrag des Bergsonschen Denkens, um den sich mithin seine Philosophie in ihrer Gänze zu ranken scheint.  Analysieren wir – wie Bergson dies tut – den Raum als einen homogenen, dreidimensionalen, in dem sich Gegenstände gleichzeitig und in mannigfachen Relationen zueinander gruppieren, als einen jedoch, dem das Nacheinander, dem die Folge fremd ist, stellen wir ferner das unmittelbar gegebene Bewusstsein diesem Raum gegenüber, so scheint es zwingend erforderlich zu sein, diesem Bewusstsein gleichfalls eine Dauer zuzuordnen. Denn wie sollte es andernfalls in den Stand gesetzt sein, die bloßen ,Schnappschüsse‘ der inkohärenten Raumbilder zu einer Bewegung, zu einem Kontinuum zu verschmelzen? Das Bewusstsein, will es die soeben wahrgenommene und bereits vergangene Konstellation im Raum mit der gegenwärtigen zusammenziehen, um die Wahrnehmungsbilder so ,zum Laufen‘ zu bringen, muss beide Konstellationen überdauern. Diese gewissermaßen aus den Eigentümlichkeiten von Raum und Bewusstsein selbst hervorgehende Bestimmung der Dauer ist jedoch keineswegs hinreichend. Die Bergsonsche Begrifflichkeit greift weiter aus, so weit sogar, dass der Terminus Dauer für sich genommen irreführende Implikationen birgt, sofern man geneigt ist, ihn im gewöhnlichen Wortsinn mit Stillstand oder gar zeitlicher Ausdehnung zu assoziieren. Dauer ist keineswegs Stillstand, da sie insbesondere in den späteren Arbeiten Bergsons, vornehmlich der Schöpferischen Entwicklung, sich zunehmend dem Differenzierungsprozess des élan vital öffnet – eine Tendenz, die zwar in Zeit und Freiheit auch in Materie und Gedächtnis bereits erste Spuren hinterlässt, gleichwohl nirgendwo in der dann kennzeichnenden Deutlichkeit zur Sprache gelangt.
Nun ist sie aber auch nicht zeitliche Ausdehnung. Denn ein Großteil der gedanklichen Bemühungen in Zeit und Freiheit werden von Bergson darauf verwendet, eben gerade eine möglichst saubere Scheidewand zwischen den Termini Zeit und Dauer emporzuziehen, zu demonstrieren, dass der alltägliche Zeitbegriff »am Ende ein Bastardbegriff ist, der seinen Ursprung dem Eindringen der Raumvorstellung ins Gebiet des reinen Bewusstseins verdankt«. Die Zeit, als unreines Hybridgebilde von Dauer und Raum, ist insofern Raum, als sie gleich diesem homogen gedacht wird – ein grundierendes Medium, das der Aufreihung von Objekten Platz einräumt, nur dass die Aufreihung nicht wie im Raum als simultane Auslagerung statthat, sondern vielmehr in der Sukzession. Gegenstände werden in ihrem Nacheinander auf einer ebenen Fläche, die wir Zeit nennen, platziert, sodass Zeit letzten Endes mit dem Raum einerseits in ihrer Homogenität sich trifft, andererseits – und dies ist besonders wichtig – gleichermaßen die Dinge und Ereignisse sich untereinander extern sein lässt. Wir vermeinen, in der Zeit eine Verkettung diskreter Zeichen zu erblicken: Ein Objekt lässt sich hier deutlich wie im Raum vom anderen separieren, ein Ereignis vom nachfolgenden trennen. Nur ist, so Bergson, diese Form von Exteriorität der Dauer, also dem, was ursprünglich und eigentlich Zeit genannt zu werden verdient, in keiner Weise zugehörig. Das Entstehen des »Bastardbegriffes« Zeit darf vielmehr als Folge der Verstandesaktivität gesehen werden, genauer gesagt der Fähigkeit, Bewusstseinszustände, die tatsächlich in sich heterogen und durchdringend sind, an einzelne Lagekonstellationen der Raumobjekte zu knüpfen und ihnen so dieselbe Wohlunterschiedenheit zuzuschreiben, die den Gegenständen im Raum wirklich eignet.  Auf diese Weise wird der Raum zum Maß unseres Zeitempfindens, ein spezifisches Lageverhältnis der Dinge tritt offenkundig – und zwar nachdem erst das Bewusstsein die ihm zukommende Dauer zur Verfügung gestellt und somit Bewegung und Geschichte hervorgebracht hat – gleichzeitig mit einem Bewusstseinszustand ein. Als würde an eine in sich nicht unterschiedene Fläche ein Lineal (die Raumobjekte) angelegt, kann nun aus der Heterogenität und Durchdringung der Bewusstseinszustände derjenige Zustand herausgelöst werden, der gleichzeitig mit einer festgelegten Raumkonstellation eintritt. Das Ergebnis ist die Illusion der homogenen Zeit und der wohl unterschiedenen Bewusstseinszustände. Eine Illusion, zu der, um es pointiert zu sagen, das Bewusstsein die Dauer, der Raum das diskrete Nebeneinander beigetragen hat.